# Passiflora sodiroi
Passiflora sodiroi Harms – gatunek rośliny z rodziny męczennicowatych (Passifloraceae Juss. ex Kunth in Humb.). Występuje endemicznie w Ekwadorze.

## Historia
Gatunek do niedawna był prawie nieznany, z wyjątkiem kilku okazów zebranym w latach 1870–1890. 

## Rozmieszczenie geograficzne
Rośnie endemicznie w Ekwadorze w prowincjach Cotopaxi, Imbabura, Napo oraz Pichincha.

## Morfologia
PokrójLiany lub pnącza. Pędy miękko i krótko owłosione.
LiścieOgonki liściowe mają długość 2–2,5 cm. Liście mają jajowaty kształt. Mają 8–10 cm długości.
KwiatySą małe i mają zieloną barwę.

## Biologia i ekologia
Gatunek jest znany z czterech subpopulacji. Rośnie wzdłuż dróg oraz w miejscach, w których została zaburzona roślinność andyjskiego lasu pierwotnego. Występuje na wysokości 2100–3260 m n.p.m. (według innych źródeł 2500–3500 m n.p.m.).

## Ochrona
W Czerwonej księdze gatunków zagrożonych został zaliczony do kategorii NT – gatunków bliskich zagrożeniu wyginięciem. Ze względu na to, że rośnie on w miejscach przydrożnych oraz prześwitach w lesie pierwotnym, trudno jest przewidzieć dalszy rozwój tego gatunku oraz zagrożenia jego populacji.